# Acacia sericea
Acacia sericea é uma espécie de leguminosa do gênero Acacia, pertencente à família Fabaceae.